# Tésera

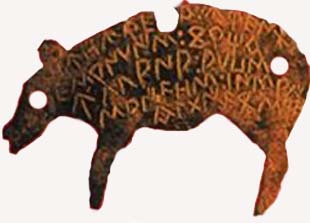
Tésera de hospitium de Uxama (Osma, Soria. Signario occidental.

Una tésera (del latín tessera) es una pieza elaborada en materiales como la madera o el marfil, pero más generalmente en metal (hierro y bronce). Tenían formas y perfiles variados, aunque lo más común era en plancha laminada y estaban inscritas por una, dos o más caras. Fueron usadas por los pueblos antiguos como contraseña, distinción honorífica, prenda de un pacto, sello de amistad, reparto de tierras, contrato, derechos reconocidos, derechos o prestaciones y permisos de paso o pastoreo, etc. Eran reconocidas entre los romanos que entregaban tales símbolos, como prenda de vestimenta a jefes tribales, como intermediarios oficiales con otras naciones o tribus.

## Téseras en la Antigua Grecia
En la Heliea, según los jueces requeridos, se sacaba un número igual de tablillas, por sorteo, del conjunto de las cien cajas. Así, cada tablilla sacada tenía asignada por sorteo un tribunal. A continuación, todas las tablillas se colocaban en la segunda serie de cajas. Todas las tablillas de jueces asignadas a un determinado tribunal eran colocadas en la caja que llevaba la letra correspondiente a ese tribunal. 
Los bastones eran el distintivo del cargo de juez. Estaban marcados con el mismo color que el dintel de la puerta del tribunal asignado al juez. El juez lo entregaba al entrar al tribunal y recibía una tésera o contraseña oficial (sýmbolon) a cambio. La tésera servía para reclamar el pago del trióbolo (moneda de tres obolos).

## Téseras en la Antigua Roma
Tessera, literalmente ‘cuadrado’, es el nombre que dieron en la Roma antigua a unas pequeñas planchas de diversas formas y que tuvieron usos muy variados. También fue el nombre que dieron a los dados. Para los antiguos romanos, las téseras eran salvoconductos militares para permitir el paso de personas por lugares o ciudades concretos, pero no tenían el valor de amistad y hospitalidad como en el caso de las téseras celtíberas. Tuvieron una importante función en el ámbito militar, llevando órdenes o contraseñas. Incluso había un oficial encargado de las téseras llamado el tesserarius, quien tenía funciones muy importantes en la estrategia de manipular, por ejemplo, en confundir al enemigo. En principio, fueron monedas quebradas y cada uno de los miembros del pacto se quedaba con un parte. Más tarde, incluso la plebe romana también podía usar tesserae, por ejemplo, para tener acceso al reparto de trigo y acceso a teatros y juegos circenses.
En el Museo Arqueológico Nacional, Madrid, se conserva una tésera de bronce hallada en Niebla dedicada al gladiador Borea en el año 64.

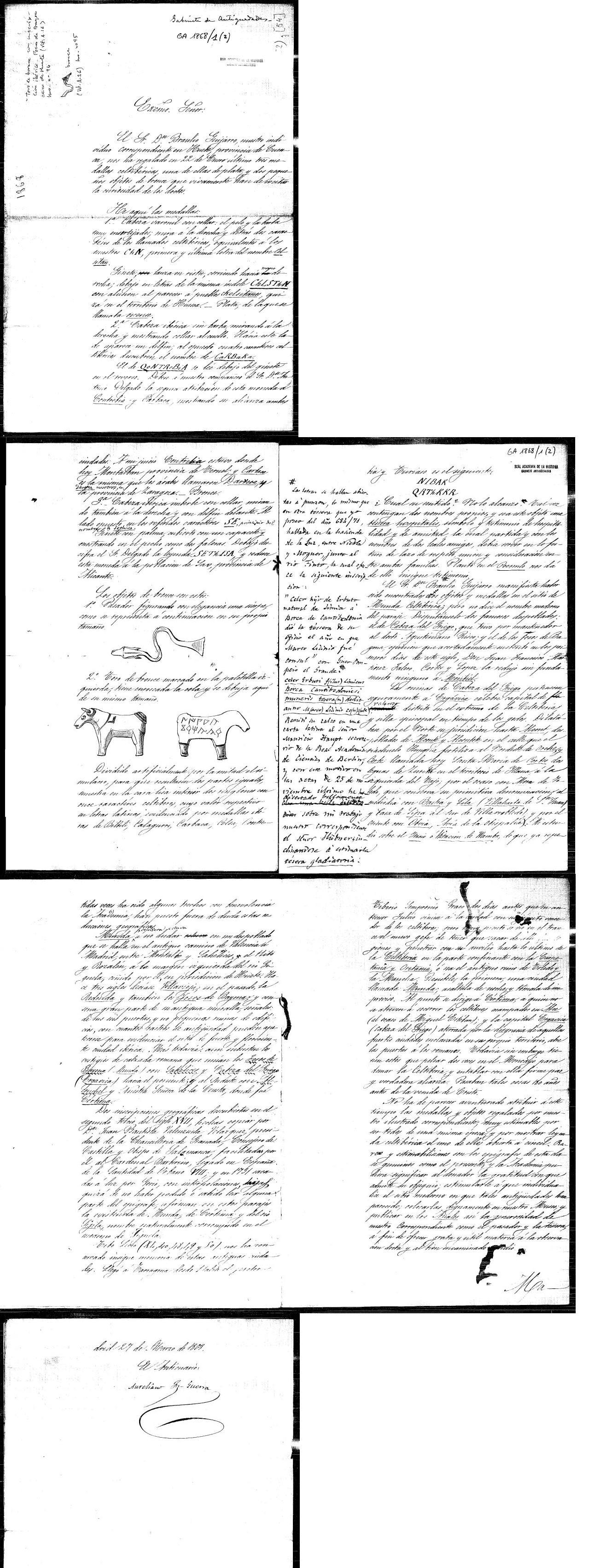
Informe de dos téseras de Contrebia Carbica.

## Téseras en la Antigua Hispania
Los pactos de hospitalidad (hospitium) eran una costumbre muy común entre los pueblos de la Celtiberia. Eran sagrados e inviolables. Anteriormente eran sólo verbales (con testigos y con un rito de tipo druídico con los dioses como garantes),[cita requerida] pero con la elaboración de una tésera el pacto quedaba sellado, además, con un documento similar a lo que hoy son los contratos firmados ante un notario. La relación se convertía en un compromiso legal, entre un individuo y una ciudad o entre comunidades; y con ello quedaba firme el valor vinculante de la tésera, que incluso podía transmitirse a través de generaciones. El comienzo de la conquista romana de Hispania las generalizó, de ordinario en soporte de bronce y escritas en alfabeto ibérico. Este legado escrito, junto con los bronces de Botorrita (una serie de planchas de bronce del siglo I a. C. encontradas en Contrebia Belaisca, Cabezo de las Minas, cerca de la actual Botorrita, en las proximidades de Zaragoza), es una de las principales fuentes documentales para el estudio de la forma de vida, costumbres, nombres de ciudades y ritos de esas épocas.
Las formas son muy variadas: manos entrelazadas, geométricas y, sobre todo, zoomorfas: caballo, jabalí, pez, cerdo, paloma, toro, etcétera. También las hubo formadas por dos partes semejantes y complementarias, de tal modo que cada una de las piezas de la tésera encajaba en la otra y así, en algunos casos, se llegaba a completar la inscripción del pacto. 
Algunas de las téseras más conocidas son:
- Tésera geométrica de La Custodia (Viana, Navarra)[6]
- Tésera de Folgoso de Caurel (Lugo)[7]
- Tésera cántabra de Monte Cildá (Palencia).[8]
- Bronce de Luzaga
- Tésera celtíbera en la provincia de Burgos (Belorado, Burgos)[9]

Entre otros ejemplos, cabe destacar la Tésera de Sasamón y la Mano de Irulegi que son dos hallazgos arqueológicos significativos que aportan información sobre las téseras celtibéricas de la Península Ibérica.
Tésera de Sasamón
La Tésera de Sasamón es una pieza de bronce en forma de toro joven esquematizado que se encuentra en Sasamón (Burgos) y pertenece a los siglos II y I a. C. Esta tésera de hospitalidad presenta inscripciones en ambas caras, realizadas en lengua celtibérica occidental y mencionan varios nombres propios que posiblemente podrían estar relacionados con divinidades. La forma de toro de la tésera podría simbolizar fuerza y fertilidad o atributos valorados en las sociedades celtibéricas como su valor económico, ya que la ganadería era un pilar fundamental dentro de su economía. 
De tal modo, esta tésera evidencia la práctica de pactos de hospitalidad entre los celtíberos, utilizando inscripciones en su propia lengua y escritura, reflejando la importancia de las relaciones sociales y religiosas en su sociedad y como los pactos de hospitalidad, aparte de ser rituales religiosos,  también son acuerdos que implicaban una cooperación económica y política.
Mano de Irulegi
La Mano de Irulegi es una lámina de bronce en forma de mano derecha extendida, descubierta en 2021 en el yacimiento de Irulegi (Navarra) que pertenece al siglo I a. C. En su dorso presenta una inscripción de cuatro líneas en signario vasco, tratándose de la inscripción más antigua del euskera conocida hasta ese momento. La primera palabra, "sorioneku", ha sido interpretada como un término relacionado con la fortuna, similar al actual "zorioneko" en euskera, que significa "afortunado" o "de buena suerte". Se cree que la mano pudo haber sido un amuleto protector colocado en la entrada de una vivienda. De tal forma, esta tésera proporciona una muestra temprana del euskera escrito, ofreciendo ideas sobre las creencias y prácticas rituales de los antiguos vascos.

## Galería

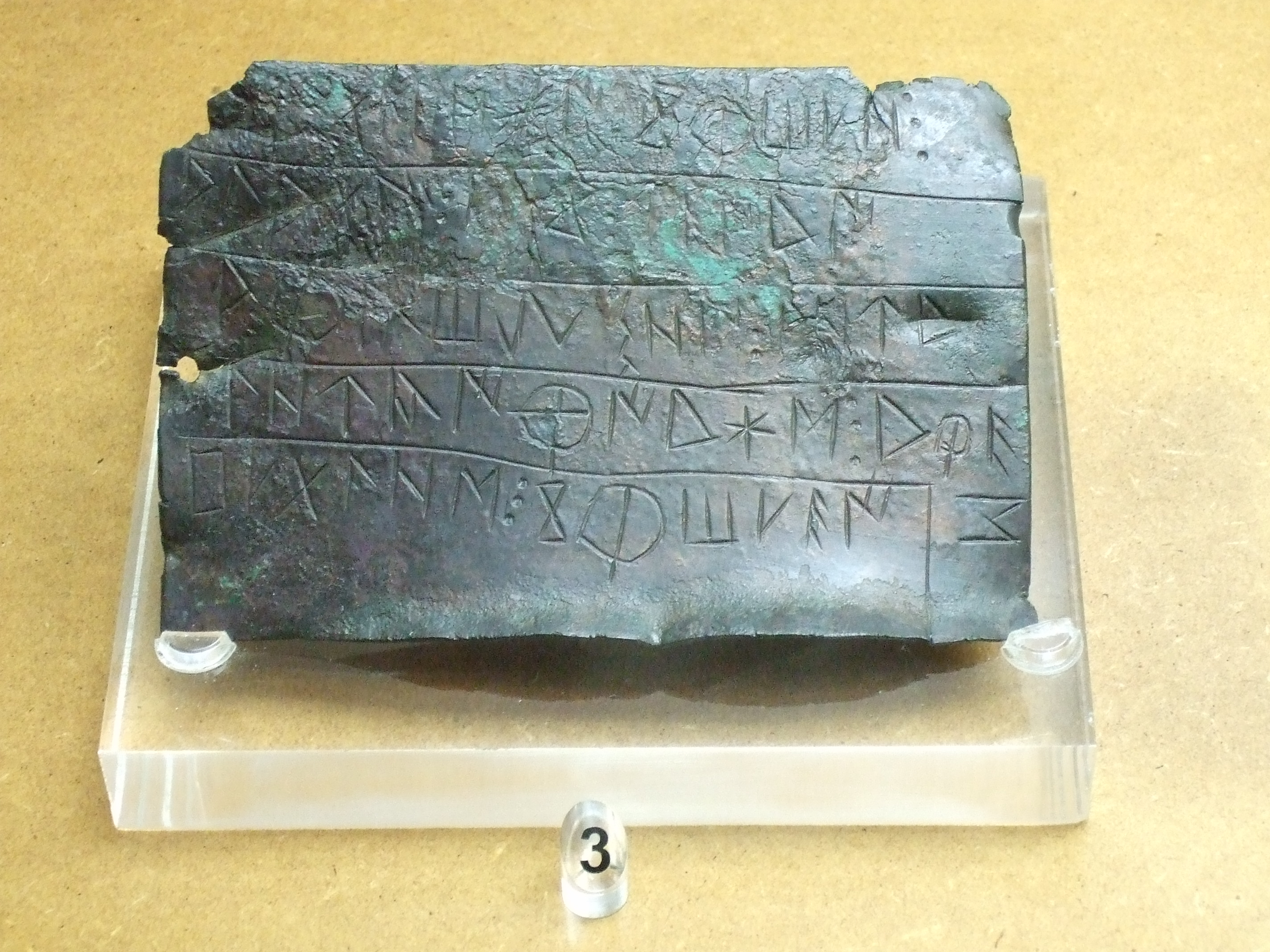
Bronce de Cortono. Procedencia desconocida. Signario occidental.
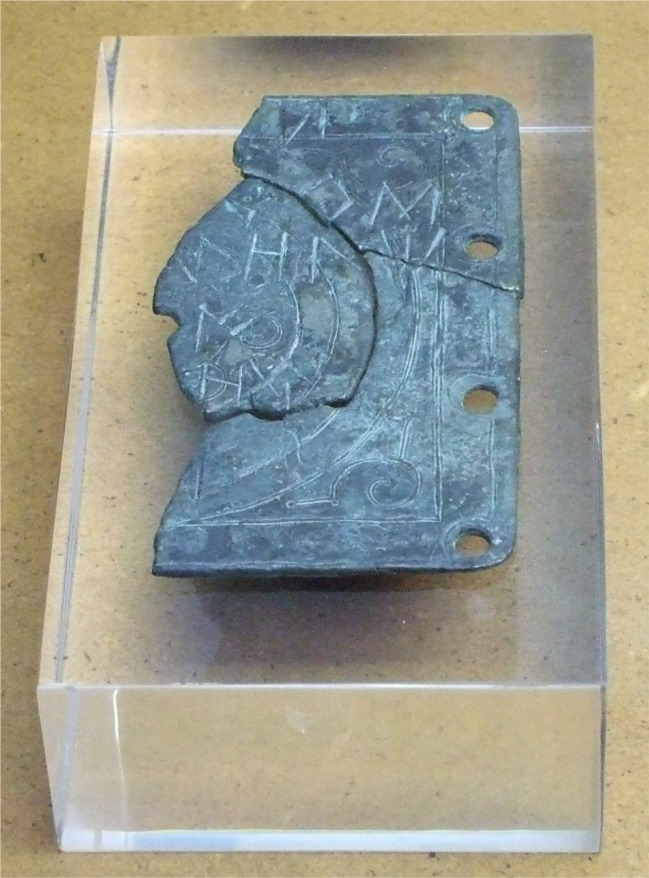
Pieza de bronce (cara B) de Botorrita (Zaragoza). Signario oriental.
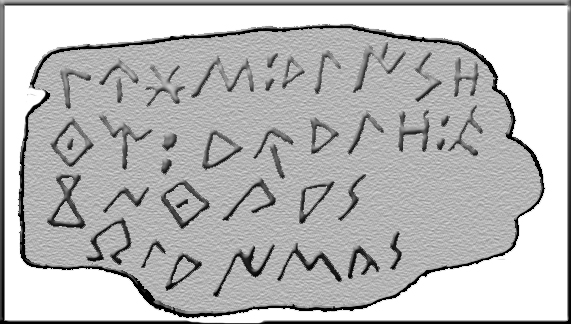
Téssera Fröhner. Procedencia desconocida. Signario oriental.
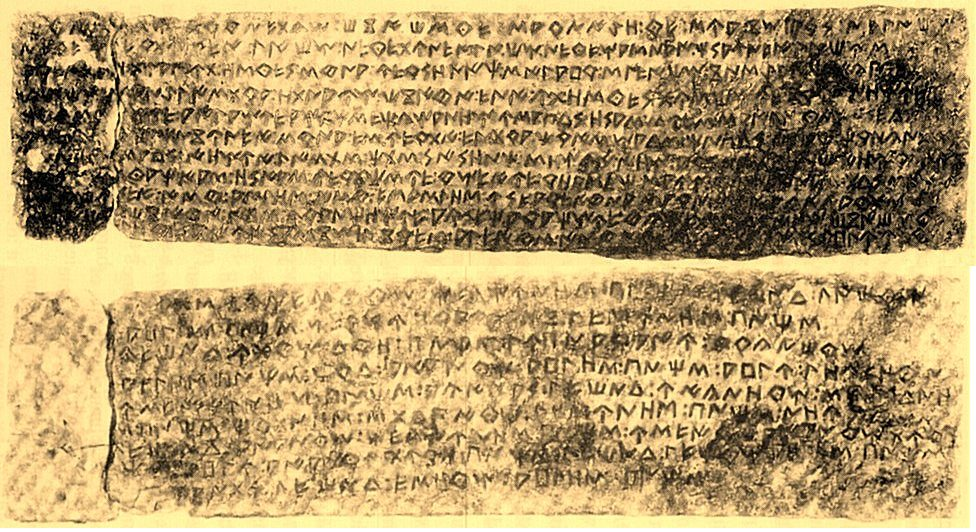
Bronces de Botorrita, siglo I a.C.